# Abanico de pericón

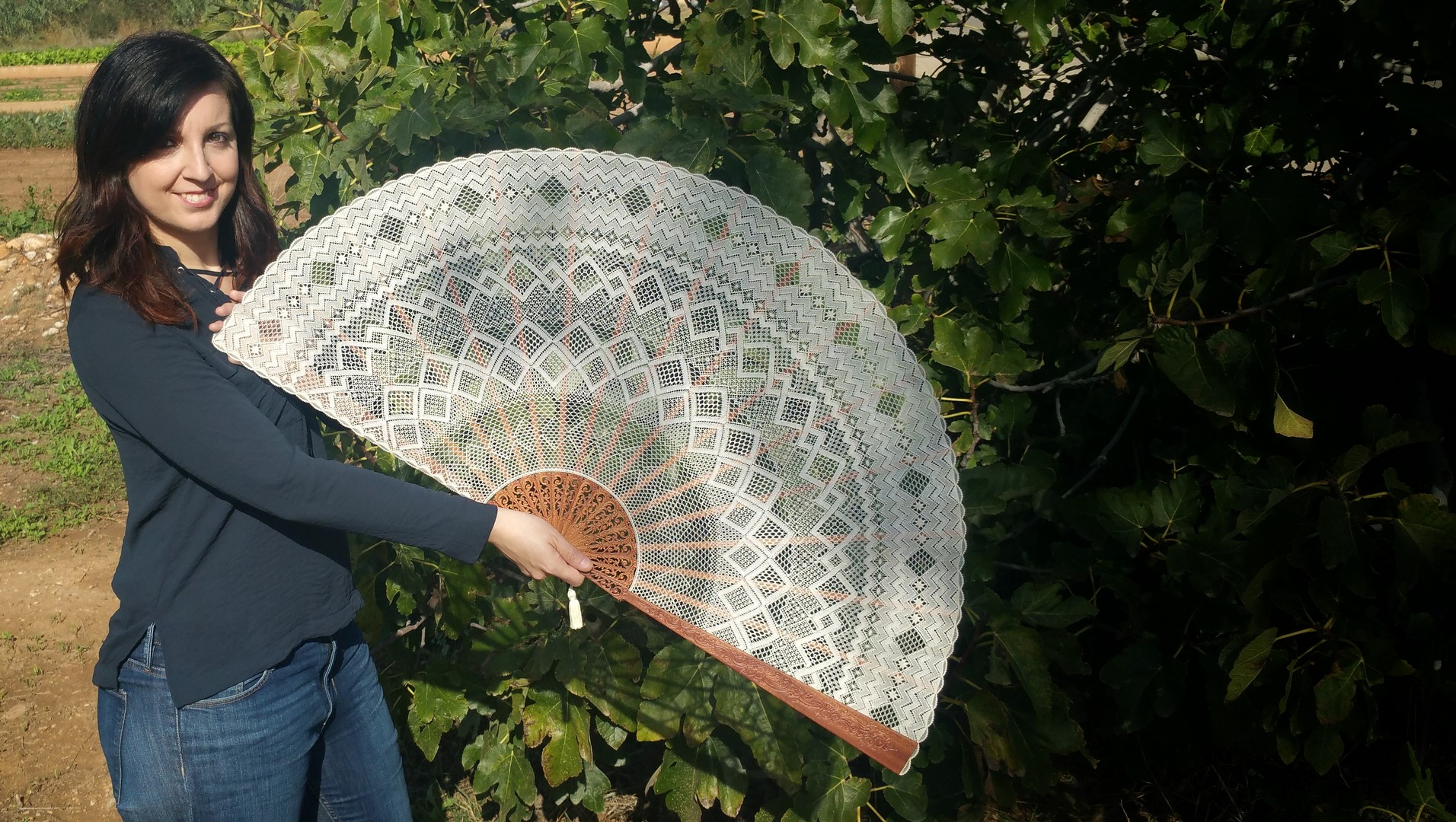
Abanico pericón en encaje de torchón sostenido por su elaboradora Raquel Marí Adsuar

Un Abanico de pericón es un abanico de grandes dimensiones muy utilizado, debido a sus dimensiones, en el mundo del teatro y la danza, especialmente el flamenco. Se realizaban en diversas técnicas: con un fondo de tul trabajado por la técnica de encaje de bolillos, forrados, pintados... Se pusieron de moda en el último tercio del siglo XIX. Dentro de la serie filatélica denominada Patrimonio Nacional, correos puso en circulación una serie de tres sellos entre los que se encuentra uno del último tercio del siglo XIX de los llamados pericón. Con este nombre lo describe García Lorca, en su obra teatral Tragicomedia de Don Cristóbal y la Señá Rosita estrenada en 1937.
Raquel Marí Adsuar en 2016 acabó la elaboración del abanico pericón de encaje de torchón más grande del mundo con un metro de extremo a extremo, el cual se encuentra pendiente de récord Guinness.

## Museo de Arenys de Mar
En el Museo de Arenys de Mar se conserva un ejemplar de este tipo de abanico, proveniente de la colección privada de Carmen Tórtola Valencia, del Colegio del Arte Mayor de la Seda de Valencia. Se mostró en la exposición Carmen Tórtola Valencia, pasión por el coleccionismo, junto con una fotografía, del fondo de documentación del Instituto del Teatro, donde se puede ver a Tórtola luciendo este abanico en concreto.